# Eugenia guanensis
Eugenia guanensis är en myrtenväxtart som beskrevs av Ignatz Urban. Eugenia guanensis ingår i släktet Eugenia och familjen myrtenväxter. Inga underarter finns listade i Catalogue of Life.